# NGC 2008
NGC 2008 ist eine Spiralgalaxie vom Hubble-Typ Sc im Sternbild Maler am Südsternhimmel. Sie ist schätzungsweise 452 Millionen Lichtjahre von der Milchstraße entfernt und hat einen Durchmesser von etwa 190.000 Lichtjahren. Gemeinsam mit NGC 2007 bildet sie ein optisches Galaxienpaar.
Das Objekt wurde am 27. Dezember 1834 von dem britischen Astronomen John Herschel entdeckt.